# Кузнєцова Марія (американська письменниця)
Марія Кузнєцова — українська американська письменниця, яка опублікувала дві книжки, обидві видавництва Random House.

## Молодість і освіта
Кузнєцова народилася в Києві, Україна, і в п'ять років переїхала з родиною до США. Після розпаду Радянського Союзу її родина стала єврейськими біженцями в Алабамі. Після переїзду вона вивчила англійську мову і згодом вступила до Університету Дьюка на спеціальність англійська мова. Потім вона отримала ступінь магістра з творчого письма в Каліфорнійському університеті в Девісі та Майстерні письменників Айови. Наразі вона працює асистенткою професора на кафедрі англійської мови в Обернському університеті.

## Творчість
Дебютний роман Кузнєцової «Оксано, дій!» («Oksana, Behave!») був опублікований у 2019 році Random House. Це Роман виховання про молоду українську жінку-іммігрантку, що був розділений для розділів на «епізоди». Книгу позитивно рецензували Емма Страуб у Wall Street Journal, Аня Улініч у New York Times, O, The Oprah Magazine, Kirkus Reviews, і Publishers Weekly. Після того, як Кузнєцова написала в есе для Catapult, багато читачів припустили, що книга була автобіографічною. Випуск книги також призвів до інтерв'ю авторки з різними виданнями, включаючи Electric Literature, Bookforum, The Gazette і Chicago Review of Books. Кузнецова заявила, що на твір вплинув радянський дисидент Сергій Довлатов.
Після успіху свого першого роману Кузнєцова менш ніж через два роки, у квітні 2021 року, опублікувала другий, «Щось неймовірне» («Something Unbelievable»). У центрі книги бабуся в Україні та онука в США обговорюють історію своєї єврейської сім'ї під час і після Голокосту. Рейчел Хонг в New York Times написала, що в книзі стверджується, що «буденне має значення — оскільки різні моменти можуть виходити за рамки, тому звичайне може бути неймовірно дивовижним». В інтерв'ю Санджені Сантіан для The Millions вона сказала, що роман починався як оповідання, яке вона написала для уроку з Ітаном Каніном у Майстерні письменників Айови. Персонаж бабусі в цій історії був заснований на її власній бабусі, про яку вона написала в есе для Guernica. В інтерв'ю для Bookforum вона розповіла, що другий роман відрізняється тим, що потребує більше історичного дослідження, ніж перший. Даний роман також отримав позитивні відгуки від Moscow Times, Bustle, Plowshares, та AV Club. Однак вона отримала низку негативних відгуків, у тому числі від Publishers Weekly, який писав, що книга «нудно розгортається» і «її недостатньо, щоб утримати інтерес читачів».
Кузнєцова також публікувала рецензії на книги та іншу документальну літературу, включаючи есе в Slate про свій досвід викидня та післяпологової депресії після народження дочки.